# Johann von Dalberg
Johann von Dalberg o Joan de Dalberg (Oppenheim, 14 de setembre de 1455 - Heidelberg. 27 de juliol de 1503), fou un eclesiàstic, polític, humanista, lingüista, pedagog, canceller de la Universitat de Heidelberg i bisbe de Worms.

## Promotor de l'humanisme i la cultura a Alemanya
Descrit com "indiscutiblement el més educat entre els bisbes del nostre temps" per Johannes T. Sponheim, a causa de la seva extensa cultura i erudició. Exercí un positiu influx sobre el món universitari, religiós i cultural del seu temps. En comunió amb el canvi de la concepció de la persona, de la societat i de la religió que propugnava l'Humanisme, renovà i prestigià la Universitat de Heidelberg, patrocinà estudis i edicions. Mantingué contactes i correspondència amb principals erudits del seu temps.
De forma notable contribuí al desenvolupament dels Studia humanitatis. Va estendre aquest nou plantejament formatiu al sud-oest d'Alemanya. Primer com a canceller de la Universitat de Heidelberg (1480-1482). Després en ser nomenat conseller del príncep l'elector Felip el Sincer (1476-1508), va propiciar i formà part del primer cercle humanista a Heidelberg, que aplegava a Johann Gottfried, Johannes Reuchlin i Konrad Celtis i Rudolf Agricola entre d'altres personalitats. Presidí la Sodalitas Celtica fundada pel poeta Konrad Celtes.
Percebut per la historiografia vuitcentista com un dels pilars fonamentals de l'humanisme alemany, el rei Lluís I de Baviera el situà entre els "alemanys llorejats i distingits" al seu temple de Walhalla, a Ratisbona, amb un bust de marbre obra d' Arnold Hermann Lossow.

## Biografia
Nascut en una influent família, Johann von Dalber estudià filosofia a Erfurt. Marxà a Itàlia per cursar ambdós drets i doctorar-se a la Universitat de Pavia. Allà feu amistat amb Rudolf Agricola, que esdevindria un dels referents de l'Humanisme a Alemanya.
Va seguir la carrera eclesiàstica, malgrat l'oposició familiar. El 1480 esdevingué prebost de la catedral de Worms i per la seva alta cultura canceller de la Universitat de Heidelberg. El 1484 va convidar a formar part de la universitat a Rudolf Agricola, amb qui conservava una gran amistat des de Pavia. i un de lamés destacades figures de l’ emergent humanisme. Agricola acceptà i s'establí d'Heidelberg.
El 1482 havia estat designat conseller de Felip el Sincer. Qui treballà perquè fos consegrat el 2 d'agost de 1482, com a bisbe de Worms, malgrat no assolir l'edat canònica. Fet que va confirmar el mateix any el papa Sixte IV. Dos anys més tard inicià les obres del nou claustre de la catedral i renovà el palau episcopal. Realitzà profundes reformes a l'administració diocesana. Així mateix, donà suport a reformes de la vida religiosa. Lluità per defensar els drets i l'autonomia episcopal enfront de la cort ducal.
Com assenyala Peter Walter, un dels principals mèrit de Johann von Dalberg, fou haver posat a disposició del personalitats compromeses amb l’humanisme i les humanitats oportunitats de treball, d'edició i de trobada.
En diverses avinenteses fou enviat com a ambaixador de l'emperador. Com ara la legació a Roma del 1485. On viatjà acompanyant de Rudolf Agrícola per a la entronització del papa Innocenci VIII, D'aquesta ambaixada és el seu Discurs al papa Inocenci VIII.
Fou un actiu bibliòfil i investigador d’antics manuscrits i còdexs, Va tenir un paper actiu en la fundació de la Biblioteca Palatina.
Dalberg va morir inesperadament el 1503, a l'edat de quaranta-set anys, i les seves restes es troben a la catedral de Worms. El funeral va quedar eclipsat per la disputa en curs entre la ciutat i el bisbe.